# Балда (снасть)
Балда — рыболовная снасть для ловли рыбы со дна. Состоит из грузила, чаще грушевидной формы или блесны без крючка, которое привязано к леске петлей. С двух сторон груза, через колечко, на леске находятся крючки с наживкой или без, с кембриками, бусинками, бисером. Крючки свободно перемещаются по петле из лески.

## Принцип действия снасти
При падении груза на дно, создаётся облако мути, которое привлекает рыбу. Крючки с кембриками или бисером выступают в роли насекомого в облаке мути.